# Spongiosperma grandiflorum
Spongiosperma grandiflorum là một loài thực vật có hoa trong họ La bố ma. Loài này được (Huber) Zarucchi miêu tả khoa học đầu tiên năm 1987.